# Ramón Langa
Ramón Langa (* 26. Dezember 1959 in Madrid) ist ein spanischer Schauspieler, der sowohl in Filmen als auch auf der Bühne auftritt. 
Zur Schauspielerei wurde Langa durch seine ältere Schwester gebracht. Sie betreute Kindertheateraufführungen, die auch zu Hause, mit Ramón Langa, inszeniert wurden. 
Langa ist die spanische Synchronstimme von Bruce Willis und Kevin Costner.

## Filmografie (Auswahl)
- 1982: Sea Devils (Los diablos del mar)
- 1984: Der Fall Almeria (EL caso Almería)
- 1993: Sombras en una batalla
- 1994: Selbstachtung (Amor propio)
- 1995: Puede ser divertido
- 1996: Te lo mereces
- 1996: Adosados
- 1997: La vuelta de El Coyote
- 1998: Un día perfecto
- 1999: La ciudad de los prodigios
- 2000: Yoyes
- 2002: La soledad era esto
- 2003: The Mix
- 2003: Pakt der Hexen (Pacto de brujas)
- 2005: Las llaves de la independencia
- 2005: Stand By
- 2006: Goyas Geister (Goya's Ghosts)
- 2007: Pactum (Kurzfilm)
- 2007: 1612 – Angriff der Kreuzritter (1612: Хроники смутного времени)
- 2008: Sangre de mayo
- 2008: El libro de loas aguas
- 2009: Tritones, Más allá de ningún sitio
- 2009: Cíclope
- 2010: Hipocresía
- 2011: Ritter des heiligen Grals (El Capitán Trueno y el Santo Grial)
- 2022: 365 Days – Dieser Tag (365 Days: This Day)
- 2022: 365 Days – Noch ein Tag (365 dni: Ten dzień)